# Pilosocereus catingicola
Pilosocereus catingicola é uma planta da família Cactaceae que é endêmica da região nordeste do Brasil, ocorrendo nos estados do Ceará, Rio Grande do Norte, Pernambuco, Alagoas, Sergipe, Paraíba e Bahia.
Suas flores são quiropterófilas, polinizadas por Lonchophylla mordax.

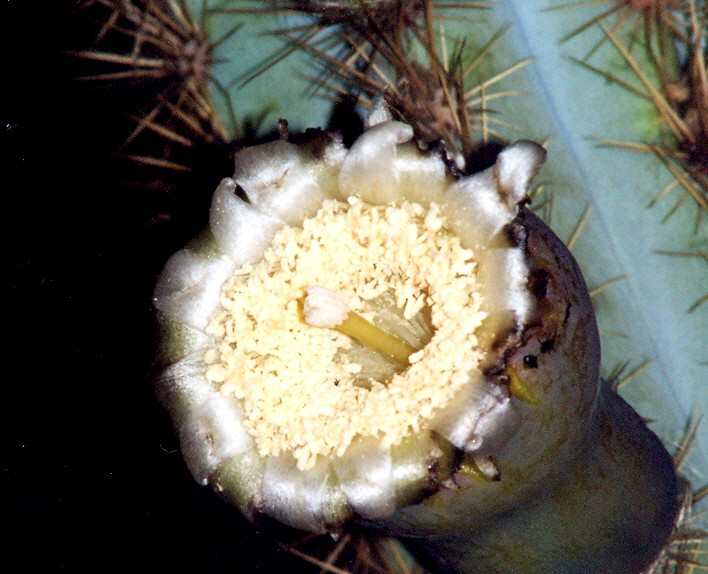
Detalhe da flor